# 白根靖大
白根 靖大（しらね やすひろ、1965年 - ）は、日本の歴史学者。専門は日本中世史。博士（文学）。

## 略歴
- 1988年3月、東北大学文学部史学科国史専攻卒業。
- 1990年3月、東北大学大学院文学研究科国史学専攻博士前期課程修了。
- 1996年11月、東北大学大学院文学研究科国史学専攻博士後期課程修了。
- 1993年5月-1998年3月、東北大学文学部助手。
- 1999年4月-2003年3月、国立秋田工業高等専門学校人文科学系助教授。
- 2003年4月-2006年3月、中央大学文学部助教授。
- 2006年4月-、中央大学文学部教授。

## 著書
- 『中世の王朝社会と院政』吉川弘文館、2000年。ISBN 4-642-02787-4 オンデマンド版 2022年　ISBN　9784642727877

## 編著
- 『室町幕府と東北の国人』（東北の中世史 3）吉川弘文館、2015年　ISBN　9784642064941